# Fatma Sultan (dcera Selima I.)
Fatma Sultan (1500? – 1570?), (v osmanské turečtině  فاطمہسلطان) byla osmanská princezna, dcera Selima I. a Ayşe Hafsi Sultan. Jejími sourozenci byli, sultán Sulejman I., Hatice Sultan, Șah-Huban Sultan a Beyhan Sultan. Byla provdaná za Kara Ahmeda Pašu, který byl velkovezírem v Osmanské říši mezi lety 1553 a 1555 a který byl roku 1555 na příkaz sultána Sulejmana I. popraven pro úplatkářství. Počet jejich dětí není znám.

## Úmrtí
Fatma Sultan zemřela zřejmě kolem roku 1570 přirozenou smrtí.

## V populární kultuře
Postava Fatmy Sultan se vyskytuje v tureckém televizním seriálu Muhteşem Yüzyıl Velkolepé století, kde ji ztvárnila turecká  herečka Meltem Cumbul.